# Arnaud II de Maytie
Arnaud II de Maytie (né vers 1588 à Mauléon, mort le 20 juin 1646 à Oloron), est un ecclésiastique, qui fut coadjuteur à partir de 1618 puis évêque d'Oloron de 1622 à 1646.

## Biographie
Arnaud II de Maytie est le fils cadet de Guilhemto de Maytie négociant à Licharre et de Jeanne de Behere de Hegoburu. Il est le neveu et successeur Arnaud Ier de Maytie et l'oncle de Arnaud-François de Maytie eux aussi évêques d'Oloron. 
Docteur en droit et diacre lors de sa nomination à l'épiscopat, il est désigné le 15 janvier 1618 comme coadjuteur de son oncle avec le titre d'évêque titulaire de Bérythe (de) et il lui succède en 1622. Il est également pourvu en commende de l'abbaye Saint-Vincent de Lucq qu'il confie aux Barnabites en 1613  et de l'abbaye de Saint-Pé-de-Bigorre en 1623 qu'il cède à son neveu Arnaud-François de Maytie en 1635. Une lettre adressée au nom du jeune roi Louis XIV en octobre 1645 lui demande de soutenir la mission de deux pères jésuites dans son diocèse. Il meurt le 20 juin 1646.